# Nesher Ramla
Nesher Ramla es un yacimiento arqueológico y paleoantropológico en el sureste de Ramla, en la transición de las montañas de Judea occidental a la llanura costera mediterránea, en el centro de Israel. Nesher Ramla se encuentra en una cantera de piedra caliza propiedad de la empresa cementera Nesher Israel y se ha investigado desde 2010. El sitio es un embudo kárstico lleno de sedimentos de un metro de espesor que fue descubierto y asegurado por la Autoridad de Antigüedades de Israel cuando se planeó extraer la roca. 

## Hallazgos
Se utilizó la cavidad en el período de hace unos 160 000 a 120 000 años, principalmente a través de herramientas de piedra, como lugar de residencia para grupos de personas nómadas. Un estudio publicado en 2021 informó sobre el descubrimiento de fósiles de homininos con rasgos arcaicos pronunciados, sobre la base de los cuales no fueron asignados ni a los neandertales ni a los primeros Homo sapiens', sino que se los denominó "Nesher-Ramla Homo".
Los análisis cualitativos y cuantitativos completos de los huesos parietales, la mandíbula y el segundo molar inferior revelaron que este grupo Homo presenta una combinación distintiva de rasgos arcaicos y neandertales. Los descubridores consideran que estos especímenes representan a los últimos sobrevivientes de un paleodema del Pleistoceno Medio levantino que probablemente estuvo involucrado en la evolución del Homo del Pleistoceno Medio en Europa y Asia.
Nesher Ramla Homo era un cazador eficiente de caza mayor y menor, usaba leña como combustible, cocinaba o asaba carne y mantenía fogatas. Estos hallazgos proporcionan apoyo arqueológico para la caracterización de las interacciones culturales entre diferentes linajes humanos durante el Paleolítico Medio y sugieren que la mezcla entre el Homo del Pleistoceno Medio y H. sapiens arcaicos ya se había producido en ese momento.

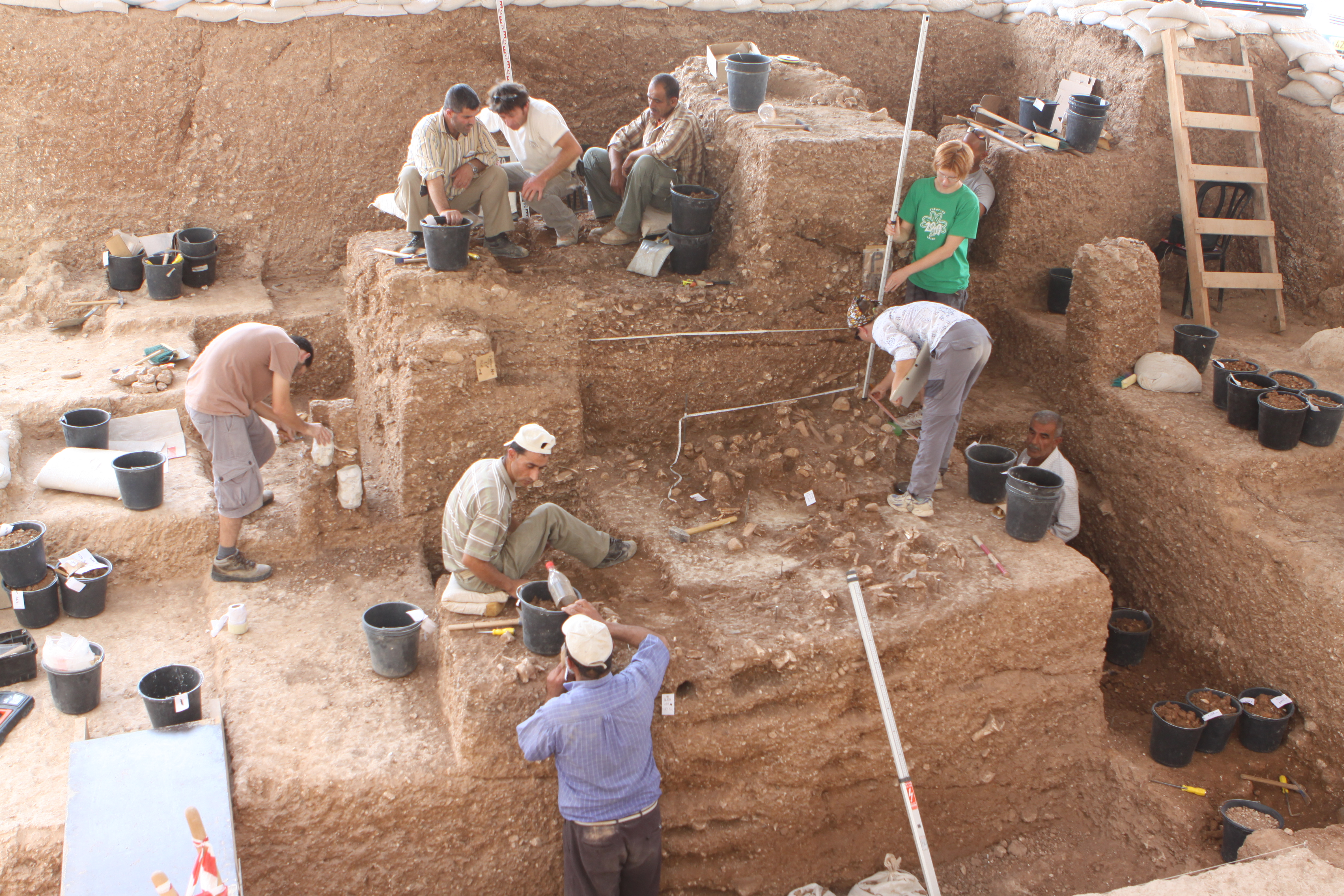
Excavación en la capa de fósiles del Homo Nesher Ramla.

El análisis lítico revela que este Homo dominaba las tecnologías de producción de herramientas de piedra anteriormente conocidas solo entre H. sapiens y neandertales. Los métodos de tallado de piedra Levallois que utilizaron, son indistinguibles de los de H. sapiens de su época. La explicación más probable para una similitud tan cercana son las interacciones culturales entre estas dos poblaciones.